# WCT Finals
WCT Finals, také WCT Masters, česky Finále WCT, byl profesionální tenisový turnaj mužů hraný jako událost okruhu World Championship Tennis, v kalendáři některých sezón předposlední či závěrečná akce. Mezi lety 1971–1989 se každoročně konala na krytých dvorcích kobercového krytu.

## Historie
Dějištěm Finále WCT byl až na výjimky texaský Dallas. Čtvrtfinále a semifinále v roce 1971 proběhly v Houstonu a finále pak v dallaské aréně Memorial Auditorium. Ročníky 1972–1979 se uskutečnily na stadionu Moody Coliseum ve městě University Park, ležícím v dallaském okresu. Dějištěm finále se v letech 1980–1989 stala dallaská Reunion Arena. V letech 1971–1982 a opět 1986–1989 na něm startovalo osm nejlepších tenistů dle klasifikace WCT. Mezi roky 1983–1985 byl počet zvýšen na dvanáct. Uplatňován byl vyřazovací herní formát pavouka.
V květnu 1974 se finále WCT stalo, po boku ženského Virginia Slims v Los Angeles, prvním turnajem na světě, v němž byl uplatněn počítačový systém elektronického čárového rozhodčího pro kontrolu dopadu míčů.
Premiérový ročník 1971 proběhl v listopadovém termínu. Jednalo se o událost hranou dva týdny před akcí stejného formátu – Masters (Turnajem mistrů), konkurenčního okruhu Grand Prix. Od sezóny 1972 byl nový turnaj z komerčních důvodů, především vzhledem k tlaku držitelů televizních práv, hrán na koberci v hale a přeložen na jarní termín. Ročník 1972 se odehrál v květnu a datum se ustálilo na březnovém až květnovém termínu. V sezónách 1985–1986 finále sponzorovala americká automobilka Buick, součást koncernu General Motors, což odrážel oficiální název dvou ročníků Buick WCT Finals.
Debutové zimní finále se konalo v listopadu 1972 v Římě. Tento finálový turnaj byl méně prestižní a měl poloviční dotace. Vítězný Arthur Ashe obdržel 25 000 dolarů, v porovnání s 50tisícovou prémií pro Kena Rosewalla, jenž zvítězil stejný rok na květnovém finále. O dekádu později, v sezóně 1982, byly uskutečněny dokonce tři finále. Standardní květnový turnaj v Dallasu, podzimní v Neapoli a zimní – uskutečněný až v lednu 1983 – michiganském Detroitu.
Nejúspěšnějším hráčem se stal Američan John McEnroe, který v devatenácti ročnících vybojoval pět titulů z osmi finálových účastí. Na čtyři trofeje pak dosáhl Čech Ivan Lendl, když vyhrál po dvou sezónních a dvou dílčích finále. V závěrečných duelech se objevil celkem pětkrát.
V období 1973–1986 probíhal také nebodovaný finálový turnaj čtyřhry WCT World Doubles, konaný postupně v několika městech.

## Přehled finále
| Rok  | vítěz            | finalista       | výsledek                     |
| ---- | ---------------- | --------------- | ---------------------------- |
| 1971 | Ken Rosewall     | Rod Laver       | 6–4, 1–6, 7–6(7–3), 7–6(7–4) |
| 1972 | Ken Rosewall     | Rod Laver       | 4–6, 6–0, 6–3, 6–7, 7–6      |
| 1973 | Stan Smith       | Arthur Ashe     | 6–3, 6–3, 4–6, 6–4           |
| 1974 | John Newcombe    | Björn Borg      | 4–6, 6–3, 6–3, 6–2           |
| 1975 | Arthur Ashe      | Björn Borg      | 3–6, 6–4, 6–4, 6–0           |
| 1976 | Björn Borg       | Guillermo Vilas | 1–6, 6–1, 7–5, 6–1           |
| 1977 | Jimmy Connors    | Dick Stockton   | 6–7, 6–1, 6–4, 6–3           |
| 1978 | Vitas Gerulaitis | Eddie Dibbs     | 6–3, 6–2, 6–1                |
| 1979 | John McEnroe     | Björn Borg      | 7–5, 4–6, 6–2, 7–6           |
| 1980 | Jimmy Connors    | John McEnroe    | 2–6, 7–6, 6–1, 6–2           |
| 1981 | John McEnroe     | Johan Kriek     | 6–1, 6–2, 6–4                |
| 1982 | Ivan Lendl       | John McEnroe    | 6–2, 3–6, 6–3, 6–3           |
| 1983 | John McEnroe     | Ivan Lendl      | 6–2, 4–6, 6–3, 6–7, 7–6      |
| 1984 | John McEnroe     | Jimmy Connors   | 6–1, 6–2, 6–3                |
| 1985 | Ivan Lendl       | Tim Mayotte     | 7–6, 6–4, 6–1                |
| 1986 | Anders Järryd    | Boris Becker    | 6–7, 6–1, 6–1, 6–4           |
| 1987 | Miloslav Mečíř   | John McEnroe    | 6–0, 3–6, 6–2, 6–2           |
| 1988 | Boris Becker     | Stefan Edberg   | 6–4, 1–6, 7–5, 6–2           |
| 1989 | John McEnroe     | Brad Gilbert    | 6–3, 6–3, 7–6                |

## Dílčí finále sezón
| Období        | místo                  | vítěz       | finalista       | výsledek                |
| ------------- | ---------------------- | ----------- | --------------- | ----------------------- |
| zimní 1972    | Řím, Itálie            | Arthur Ashe | Bob Lutz        | 6–2, 3–6, 6–3, 3–6, 7–6 |
| podzimní 1982 | Neapol, Itálie         | Ivan Lendl  | Wojciech Fibak  | 6–4, 6–2, 6–1           |
| zimní 1982    | Detroit, Spojené státy | Ivan Lendl  | Guillermo Vilas | 7–5, 6–2, 2–6, 6–4      |